# Fluxo de consciência
Na literatura, fluxo de consciência é uma técnica literária, usada primeiramente por Édouard Dujardin em 1888, em que se procura transcrever o complexo processo de pensamento de um personagem, com o raciocínio lógico entremeado com impressões pessoais momentâneas e exibindo os processos de associação de ideias. A característica não-linear deste processo de pensamento leva frequentemente a rupturas na sintaxe e na pontuação. O termo aparece pela primeira vez em seu uso na psicologia pelo filósofo e psicólogo Alexander Bain em 1855, mas é também frequentemente considerado como tendo sido cunhado pelo filósofo e psicólogo William James, em 1892.
Com o uso desta técnica, mostra-se o ponto de vista de um personagem através do exame profundo de seus processos mentais, esbatendo-se as distinções entre consciente e inconsciente, realidade e desejo, as lembranças da personagem e a situação presentemente narrada, etc. A profundidade e a abrangência desse exame é que diferenciam o fluxo de consciência de um monólogo interior, já empregado anteriormente por autores como Fiódor Dostoiévski e Liev Tolstói.

## Definição
Carlos Ceia em seu E-dicionário de Termos Literários distingue que o monólogo interior é a representação de movimentos dentro da consciência e que o fluxo de consciência é a representação literária de todo o pensamento no seu estado corrente. Assim, seguindo a metáfora proposta por William James, se tomarmos a corrente de consciência como o fluxo de um rio, o monólogo interior "poderá ser uma represa onde a água remoinha durante algum tempo para depois voltar à corrente". O fluxo de consciência é um rio impetuoso ou uma corrente de palavras e imagens indistintas tão próximas quanto possível da variedade contraditória de elementos que atravessam constantemente a mente humana, um fluir desenfreado das sensações e pensamentos das personagens,  da consciência, da vida subjetiva.
Em A consciência de Zeno (Italo Svevo, 1923) o personagem registra suas impressões em um diário, conforme ordenado pelo seu psicanalista. Entretanto, isto também não deve ser considerado fluxo de consciência. A técnica também não deve ser confundida com a escrita automática dos surrealistas.
Diversos autores notáveis do século XX, como Marcel Proust, Virginia Woolf, James Joyce, Samuel Beckett, John dos Passos e William Faulkner utilizaram extensivamente essa técnica. Na literatura brasileira, merecem destaque a obra de Guimarães Rosa, Telmo Vergara, Graciliano Ramos, de Hilda Hilst e principalmente a de Clarice Lispector, sendo ela a desenvolvedora e a inovadora de tal estilo literário no país.

## Exemplos de fluxo de consciência

### Virginia Woolf
Such fools we are, she thought, crossing Victoria Street. For Heaven only knows why one loves it so, how one sees it so, making it up, building it round one, tumbling it, creating it every moment afresh; but the veriest frumps, the most dejected of miseries sitting on doorsteps (drink their downfall) do the same; can't be dealt with, she felt positive, by Acts of Parliament for that very reason: they love life. In people's eyes, in the swing, tramp, and trudge; in the bellow and the uproar; the carriages, motor cars, omnibuses, vans, sandwich men shuffling and swinging; brass bands; barrel organs; in the triumph and the jingle and the strange high singing of some airplane overhead was what she loved; life; London; this moment of June. (Projeto Gutemberg Austrália, 1925 pay 1. acesso em 26 abril 2013)

Como a humanidade é louca, pensou ela ao atravessar Victoria Street. Porque só Deus sabe porque amamos tanto isto, o concebemos assim , elevando‑o, construindo‑o à nossa volta, derrubando‑o, criando‑o novamente a cada instante, mas até as próprias megeras, as mendigas mais repelentes sentadas às portas (a beberem a sua ruína) fazem o mesmo; não se podia resolver o seu caso, ela tinha a certeza, com leis parlamentares por esta simples razão: porque amam a vida. Nos olhos das pessoas, no movimento, no bulício e nos passos arrastados; no burburinho e na vozearia; os carros, os automóveis, os ónibus, os camiões, homens‑sanduíches aos encontrões, bamboleantes; bandas de música; realejos, no estrondo e no tinido e na estranha melodia de algum aeroplano por cima das nossas cabeças, era o que ela amava, a vida, Londres; este momento de Junho. Porque era em meados de Junho.

— Mrs. Dalloway, Virginia Woolf, 1925, páginas 5-6, trad. port. Lisboa, Ulisseia, 1982.

### Patrick McCabe
Quando eu era moleque uns vinte ou trinta ou quarenta anos atrás todo mundo tava atrás de mim pelo que eu tinha feito com a dona Nugent. Eu tava escondido num buraco perto do rio atrás da moita. Era um esconderijo que eu e Joe fizemos. Que morram todos os cachorros que entrarem aqui!, a gente gritou. Todos menos nós obvio.
— Butcher Boy: Infância Sangrenta, Patrick McCabe, 1992, Darkside Books, 2021, pp. 13